# Bromellit
Bromellit ist ein sehr selten vorkommendes Mineral aus der Mineralklasse der „Oxide und Hydroxide“ mit der chemischen Zusammensetzung BeO und ist damit chemisch gesehen Berylliumoxid.
Bromellit ist durchsichtig bis durchscheinend und kristallisiert im hexagonalen Kristallsystem, entwickelt jedoch meist nur kleine, farblose oder weiße bis cremeweiße, gelegentlich auch blassgelbe Kristalle im Millimeterbereich mit glasähnlichem Glanz auf den Oberflächen. Bekannt sind aber auch Kristallgrößen von bis zu 10 Zentimeter.
Mit einer Mohshärte von 9 gehört Bromellit zu den harten Mineralen, dass wie das Referenzmineral Korund nur von diamantharten Werkstoffen geritzt werden kann.

## Etymologie und Geschichte

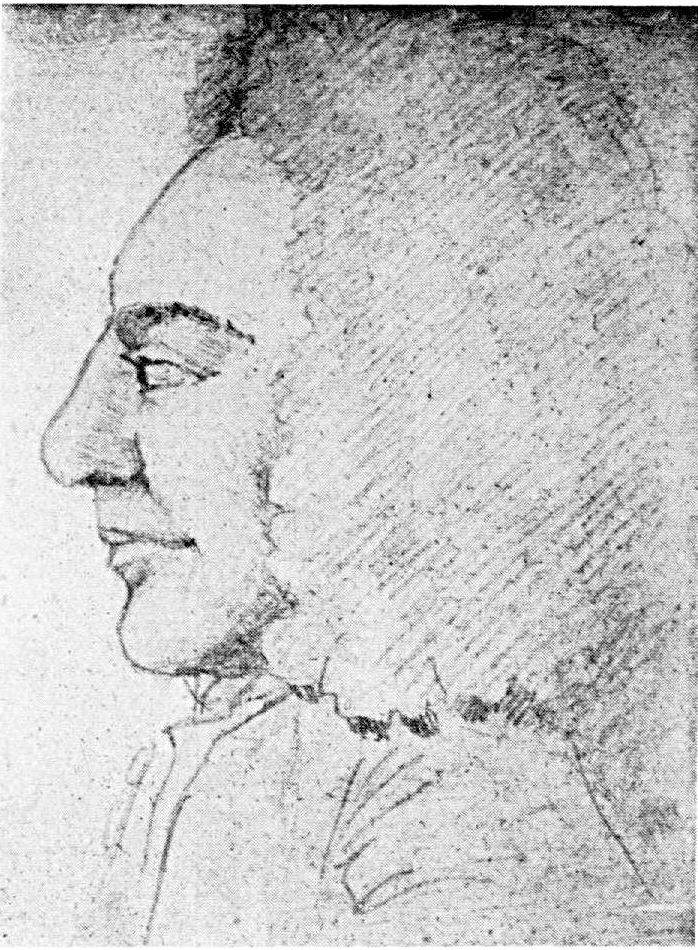
Magnus von Bromell (Bleistiftzeichnung von Lars Roberg)

Erstmals gefunden wurde Bromellit in der schwedischen Grubengemeinde Långban und 1925 beschrieben durch Gregori Aminoff, der das Mineral zu Ehren des schwedischen Arztes und Mineralogen Magnus von Bromell (1679–1731) nach diesem benannte.
Typmaterial des Minerals wird im Naturhistoriska riksmuseet in Stockholm (Schweden) aufbewahrt.

## Klassifikation
Bereits in der veralteten 8. Auflage der Mineralsystematik nach Strunz gehörte der Bromellit zur Mineralklasse der „Oxide und Hydroxide“ und dort zur Abteilung der „Verbindungen mit M2O und MO“, wo er als Namensgeber die „Bromellit-Reihe“ mit der Systemnummer IV/A.03 und dem weiteren Mitglied Zinkit bildete.
In der zuletzt 2018 überarbeiteten Lapis-Systematik nach Stefan Weiß, die formal auf der alten Systematik von Karl Hugo Strunz in der 8. Auflage basiert, erhielt das Mineral die System- und Mineralnummer IV/A.03-010. Dies entspricht ebenfalls der Abteilung „Oxide mit dem Stoffmengenverhältnis Metall : Sauerstoff = 1 : 1 und 2 : 1 (M2O, MO)“, wo Bromellit zusammen mit Zinkit eine unbenannte Gruppe mit der Systemnummer IV/A.03 bildet.
Auch die von der International Mineralogical Association (IMA) zuletzt 2009 aktualisierte 9. Auflage der Strunz’schen Mineralsystematik ordnet den Bromellit in die Abteilung „Metall : Sauerstoff = 2 : 1 und 1 : 1“ ein. Diese ist allerdings weiter unterteilt nach dem genauen Stoffmengenverhältnis und falls nötig, der relativen Größe der beteiligten Kationen. Das Mineral ist hier entsprechend seiner Zusammensetzung in der Unterabteilung „Kation : Anion (M : O) = 1 : 1 (und bis 1 : 1,25); mit nur kleinen bis mittelgroßen Kationen“ zu finden, wo es zusammen mit Zinkit die „Zinkitgruppe“ mit der Systemnummer 4.AB.20 bildet.
In der vorwiegend im englischen Sprachraum gebräuchlichen Systematik der Minerale nach Dana hat Bromellit die System- und Mineralnummer 04.02.02.02. Dies entspricht ebenfalls der Klasse der „Oxide und Hydroxide“ und dort der Abteilung „Oxide“, wo das Mineral zusammen mit Zinkit in einer unbenannte Gruppe mit der Systemnummer 04.02.02 innerhalb der Unterabteilung „Einfache Oxide mit einer Kationenladung von 2+ (AO)“ zu finden ist.

## Chemismus
In reiner Form besteht Bromellit zu 36,03 % aus Beryllium und zu 63,97 % aus Sauerstoff  und hat damit von allen bekannten Mineralen die höchste Berylliumkonzentration. Als Fremdbeimengungen wurden jedoch bereits bei der ersten Analyse durch G. K. Almström Calcium, Barium und Magnesium beobachtet werden. Die ebenfalls festgestellten geringen Beimengungen von Sb2O5 und Al2O3 sind dagegen Almström zufolge eher auf eine Verunreinigung der Proben mit dem Mineral Swedenborgit zurückzuführen.

## Kristallstruktur

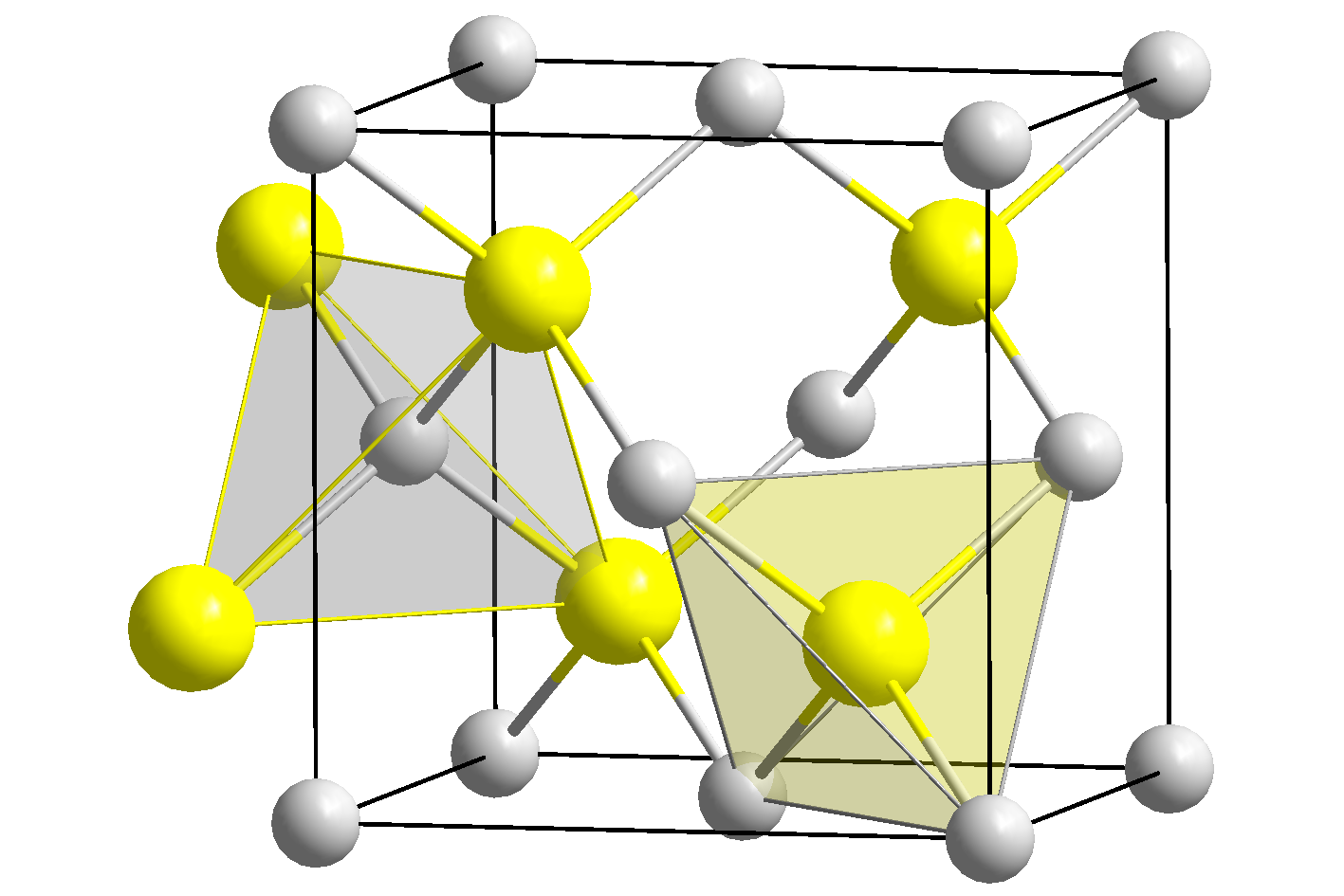
Kristallstruktur von Bromellit

Bromellit kristallisiert isotyp mit Zinkit im hexagonalen Kristallsystem in der Raumgruppe P63mc (Raumgruppen-Nr. 186) mit den Gitterparametern a = 2,70 Å und c = 4,38 Å sowie zwei Formeleinheiten pro Elementarzelle.

## Eigenschaften

### Morphologie
Die Kristalle des Bromellit sind meist gut entwickelt und von prismatischem Habitus, gestreckt nach [0001] und einseitig (hemimorph) pyramidalem Abschluss. Auch tafelige Kristalle parallel {0001} und rosettenförmige Mineral-Aggregate sind möglich.

### Physikalische Eigenschaften
Bromellit ist pyroelektrisch, lädt sich also bei intervallartig wechselnder Temperatur elektrisch auf. Bei Bestrahlung mit langwelligem oder kurzwelligem UV-Licht zeigt sich gelblichweiße Fluoreszenz.

## Bildung und Fundorte

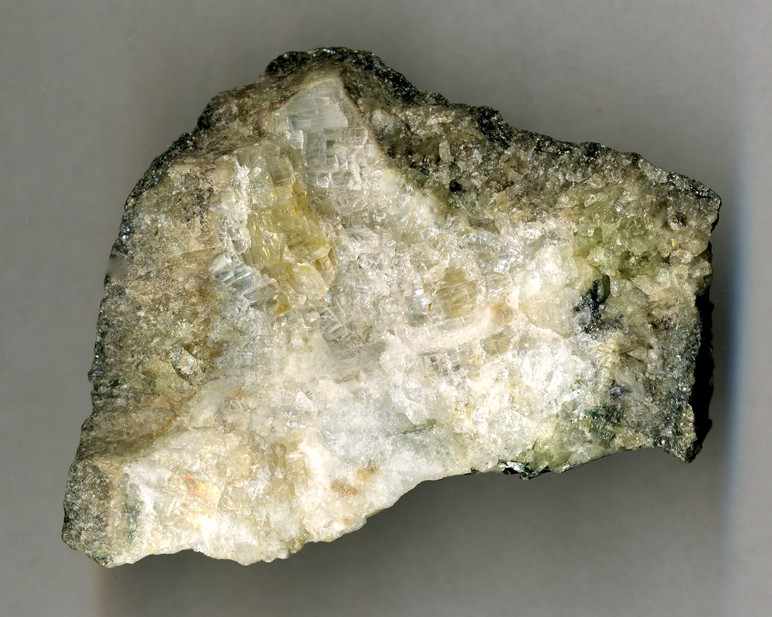
Farblose bis leicht gelbliche Bromellit-Kristalle, zementiert von weißer, zuckerartig-körniger Phenakitmasse aus einem Phlogopit-Schiefer, umgeben mit einer olivgrünem Chrysoberyll-Kruste. Fundort: Grube Malyshevskaya, Jekaterinburg, Ural, Russland (Größe 8 cm × 5 cm × 3 cm)

Bromellit bildet sich durch hydrothermale Vorgänge in Calcit-Adern, in Hämatit-Skarnen und skarnisiertem Kalkstein, in Natrolith-Drusen, hydrothermal umgeformtem Nephelin, sowie in Syenit-Pegmatiten. Begleitminerale sind unter anderem Chamosit, Diaspor, Manganophyllit, Natrolith, Richterit und Swedenborgit.
Bisher konnte das Mineral weltweit erst an neun Fundorten (Stand: 2009) nachgewiesen werden: In der „Bollingers Mine“ bei Torrington (New South Wales) in Australien; in der Xianghualing-Mine im Kreis Linwu (Provinz Hunan) in China; im Bergwerk „Costabonne“ bei Prats-de-Mollo-la-Preste in Frankreich; bei Sagåsen in der norwegischen Provinz Telemark; Pitkyaranta, Halbinsel Kola und Jekaterinburg in Russland; sowie an seiner Typlokalität Långban und bei Pajsberg in Schweden.

## Verwendung
Bromellit ist ein guter Wärmeleiter und wird unter anderem in Thermoelement-Schutzrohren, Schmelztiegeln, Zündkerzen und in der Elektronik als Wärmesenke für Halbleiterbauelemente sowie in der Reaktortechnik verwendet.
Bromellit gehört zu den seltenen Sammlermineralien, ist aber gelegentlich auch in geschliffener Form erhältlich.

## Vorsichtsmaßnahmen
Bromellit sollte als hochgiftige Verbindung nur in staubdichten Behältern aufbewahrt werden. Das Mineral ist als haut- und lungenschädigend eingestuft, daher sollte die Aufnahme in den Körper vor allem über die Atemwege (Inhalation) auf jeden Fall verhindert und zur Sicherheit direkter Körperkontakt vermieden sowie beim Umgang mit dem Mineral Mundschutz und Handschuhe getragen werden.